# О, Добруджански край
„О, Добруджански край“ е български военен марш. Стиховете са създадени през 1914 г. от поета Любомир Бобевски, а музиката е от композитора Александър Кръстев. Творбата е любима песен и марш на цяла България в продължение на 30 години – от 1914 г., когато е създадена, до 1944 г., когато след Деветосептемврийския преврат е забранена.
Днес песента е химн на общините Добрич. и Тервел 
Паметник на марша „О, Добруджански край“ е открит в Каварна през 2007 г. На мраморна разтворена книга е изписан текстът на добруджанския химн – на български и английски език.

## Текст
О, Добруджански край,
ти нашъ си земенъ рай!
Въ тебъ златно жито зрѣй,
и вакло стадо блѣй!

Орлитѣ отъ възбогъ,
просторътъ ти широкъ,
и слънчо - мощний Фебъ,
ни спомнятъ все за тебъ!
Подъ чужди билъ си кракъ,
дойде деньтъ въ кой пакъ
да бѫдешъ кѫтъ нашъ ти,
тъй както и прѣди!
Съ напрѣдъкъ, свѣтлина
ний твойта бѫднина
ковеме всѣки часъ -
храни надежда въ насъ!

О, Добруджански край...
О, Добруджански край!
Ти нашъ си земенъ рай!

## Други
На марша е наречена улица „Добруджански край“ в София (Карта).